# Type 97 Te-Ke
O carro blindado leve Type 97 Te-Ke (九七式軽装甲車 テケ, Kyū-nana-shiki kei sōkōsha Teke) foi um tanquete usado pelo Exército Imperial Japonês na Segunda Guerra Sino-Japonesa, em Nomonhan contra a União Soviética e na Segunda Guerra Mundial. Foi projetado como um veículo de reconhecimento rápido e foi um substituto para o tanquete Type 94 anterior.

## História e desenvolvimento
As origens do Type 97 estão em uma versão protótipo com motor diesel do Type 94 TK desenvolvida pela Hino Motors em 1936. Embora o protótipo tivesse um motor mais potente e uma arma maior, os testes iniciais não foram bem-sucedidos e o Exército Japonês exigiu mudanças antes da aceitação. A Hino respondeu com um protótipo modificado em novembro de 1937, no qual o motor foi movido para a parte traseira do chassi. Este projeto foi aceito e a produção completa começou em 1938. Um total de 616 unidades foram produzidas de 1938 a 1944 (1 unidade em 1937, 56 unidades em 1938, 217 unidades em 1939, 284 unidades em 1940, 58 unidades entre 1941 e 1944).

## Projeto

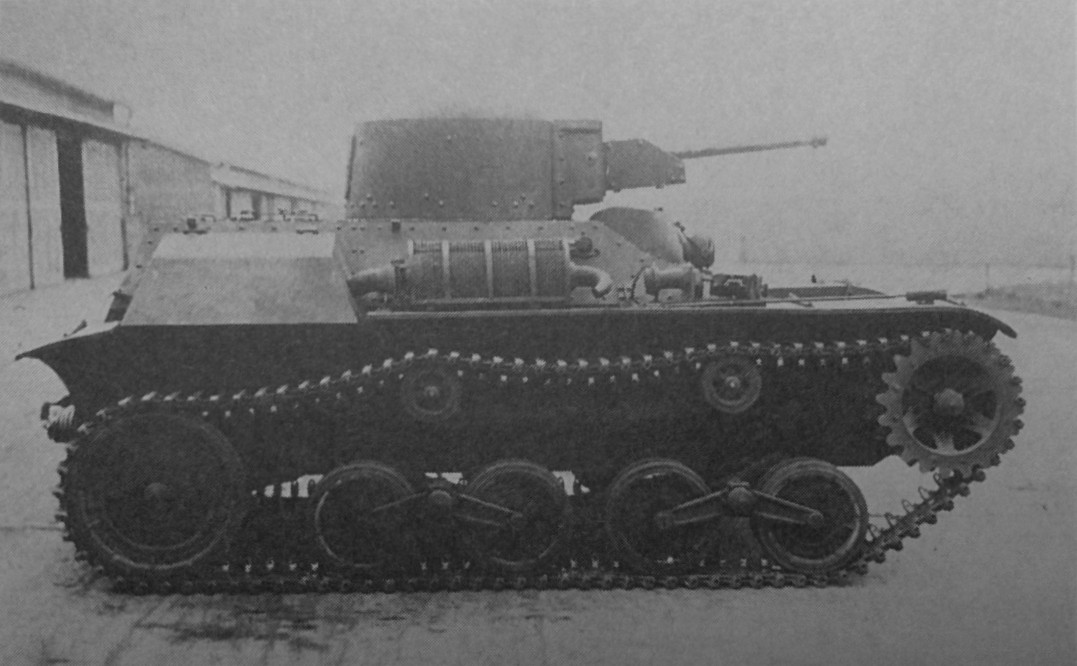
Vista lateral do Type 97 Te-Ke

Embora o chassi fosse similar em aparência, o projeto do Type 97 era diferente do Type 94 em várias áreas significativas. O motor foi movido para a traseira e a torre de armas (posição de comandante) movida para o meio do tanquete, com o piloto localizado no lado esquerdo do casco. Isso deu aos dois homens uma posição melhor para se comunicarem. Assim como no Type 94, o interior era revestido com folhas de amianto absorventes de calor.
O armamento principal era o canhão de tanque Type 94 de 37 mm, com 96 cartuchos, comprimento do cano de 136 cm (L36,7), ângulo de tiro EL de -15 a +20 graus, ângulo de tiro AZ de 20 graus, velocidade de saída de 600 m/s, penetração de 45 mm/300 m, que também foi usado pelo Type 95 Ha-Go. No entanto, devido à escassez na produção desta arma, muitos veículos foram equipados com uma metralhadora Type 97 de 7,7 mm.
O Type 97 substituiu o Type 94 na linha de montagem em 1939, foi designado principalmente para regimentos de reconhecimento e, como os tanques do Exército dos EUA antes de 1941, não foi projetado para enfrentar tanques inimigos. Como era um veículo de reconhecimento, construído para velocidade e não para combate direto, seu casco e torre foram projetados para apenas dois tripulantes; deixando o comandante do tanquete para carregar e disparar a arma principal. Como a maioria dos tanquetes, era severamente deficiente em proteção de blindagem e era presa para qualquer "arma antitanque".

## Variantes

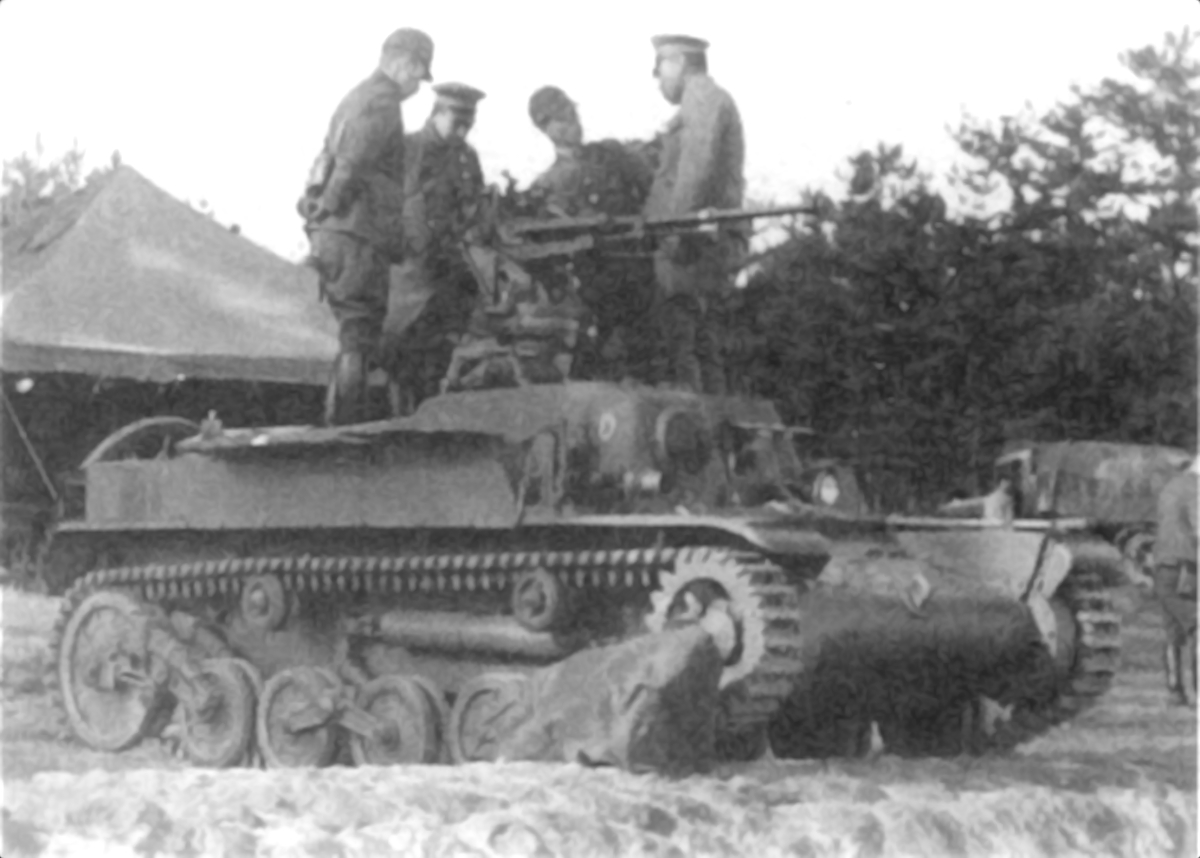
Type 97 Ki-To SPAAG

Várias variantes do Type 97 foram produzidas. O VBTP Type 98 So-Da foi projetado para uso como um veículo blindado de transporte de pessoal e munição. A produção deste veículo começou em 1941. O Type 100 Te-Re foi projetado para uso como um veículo de observação de artilharia. Este último entrou em produção em 1940.
Outra variante foi o Type 97 modificado no protótipo Ki-To SPAAG. A torre do Type 97 foi removida e um único canhão automático Type 98 de 20 mm foi montado no chassi. Não havia escudo de proteção para a tripulação. O chassi foi alongado com uma roda de estrada extra em cada lado. Ele não entrou em produção.
Além disso, o veículo de desinfecção Type 97 e o veículo de dispersão de gás Type 97 foram produzidos. Eles eram baseados no chassi do Type 97 Te-Ke, mas tinham uma torre do tanquete Type 94. O Type 97 Te-Ke foi modificado e usado como um "trator"; fechado para proteção contra agentes químicos. Um veículo químico móvel de disseminação de líquidos rastreado independente configurado e um respectivo veículo móvel de desinfecção de agentes químicos rastreado. Eles operavam da mesma forma que seus predecessores, o veículo de desinfecção Type 94 e o veículo de dispersão de gás Type 94.

## Histórico operacional

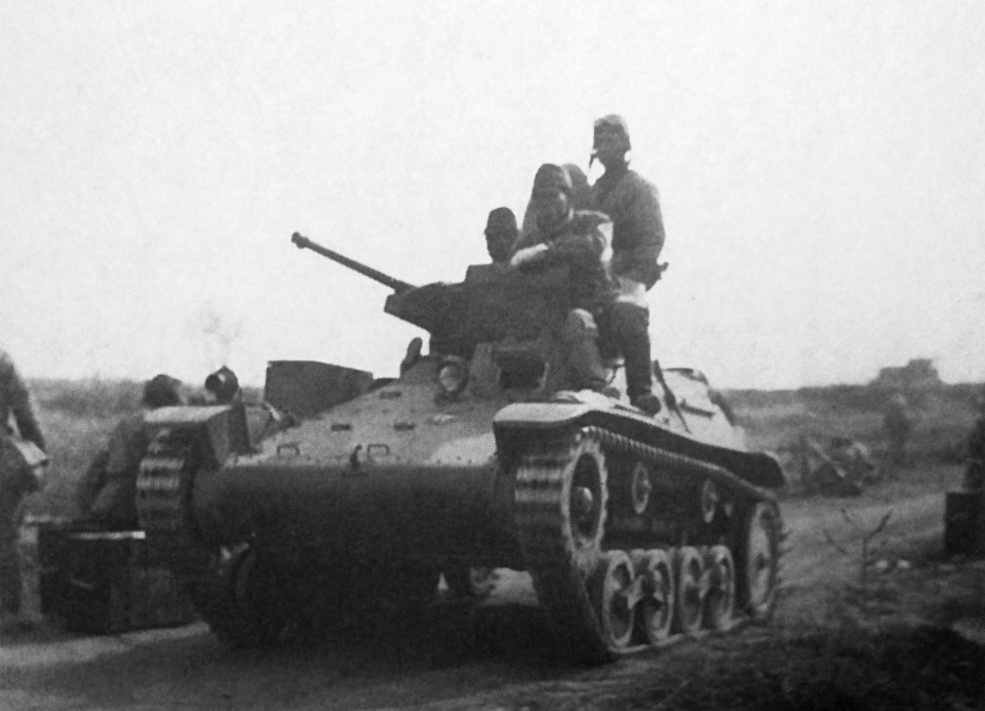
Tanquete Type 97 Te-Ke na China

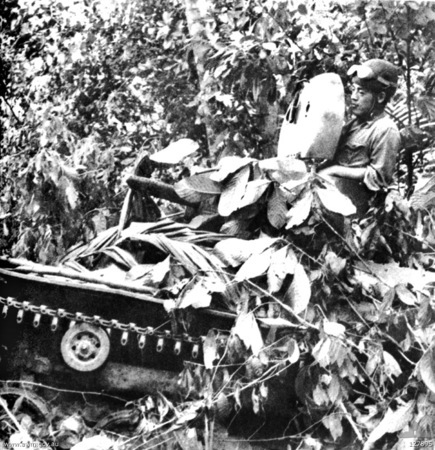
Um Type 97 Te-Ke camuflado na Batalha de Muar, 17 de janeiro de 1942

Normalmente, os Type 97 eram distribuídos para dar suporte a divisões de infantaria, onde eram frequentemente usados como tratores blindados, veículos de abastecimento e para reconhecimento/patrulha.
O Type 97 foi colocado em campo com sucesso na China durante a Segunda Guerra Sino-Japonesa de 1938-1945, já que o Exército Nacional Revolucionário Chinês tinha apenas três batalhões de tanques, que consistiam em alguns tanquetes CV-33 italianos. Seu peso leve permitia que fossem transportados facilmente através do mar ou rios. O primeiro teste real de combate dos tanquetes Type 97 ocorreu durante a Batalha de Nomonhan durante os meses de maio a agosto de 1939 contra o Exército Vermelho da União Soviética. Embora não tenha sido projetado para tal combate, o tanquete 97 enfrentou canhões antitanque russos e canhões de alta velocidade de 45 mm dos tanques leves soviéticos BT-5 e BT-7. A força de tanques japonesa na qual eles estavam incluídos foi dizimada.
Com o início da Segunda Guerra Mundial, o Type 97 contribuiu para as vitórias japonesas na Batalha da Malásia e na Batalha das Filipinas, pois seu peso leve permitia que o tanque atravessasse pontes sem suporte e travessias de balsas que não seriam capazes de transportar tanques mais pesados, e seu pequeno tamanho permitia que ele viajasse pelas estradas longas, sinuosas e estreitas da área.
Após o fim da Segunda Guerra Mundial, os tanquetes Type 97 que estavam estacionados nas Índias Orientais Holandesas foram usados pelo Exército Indonésio durante a Revolução Nacional da Indonésia.

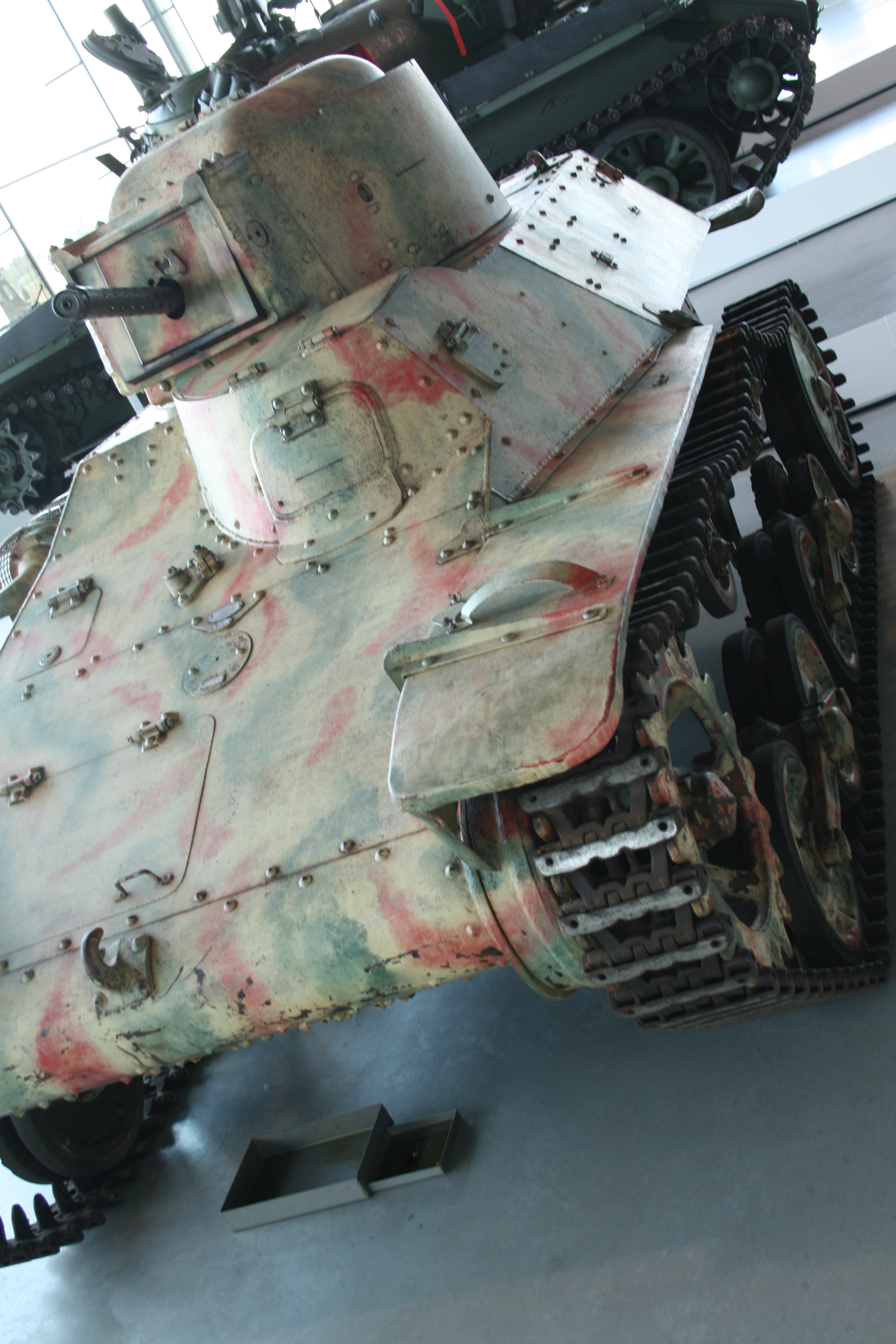
Type 97 Te-Ke no Museu Militar Nacional, Holanda. Observe a metralhadora de 7,7 mm como armamento principal